# هنري بلاكمان
هنري بلاكمان (بالإنجليزية: Henry Blackman)‏ هو لاعب كرة قاعدة أمريكي، ولد في 1888، وتوفي في 1924.